# Universidad de Tokio de Ciencia y Tecnología Marinas

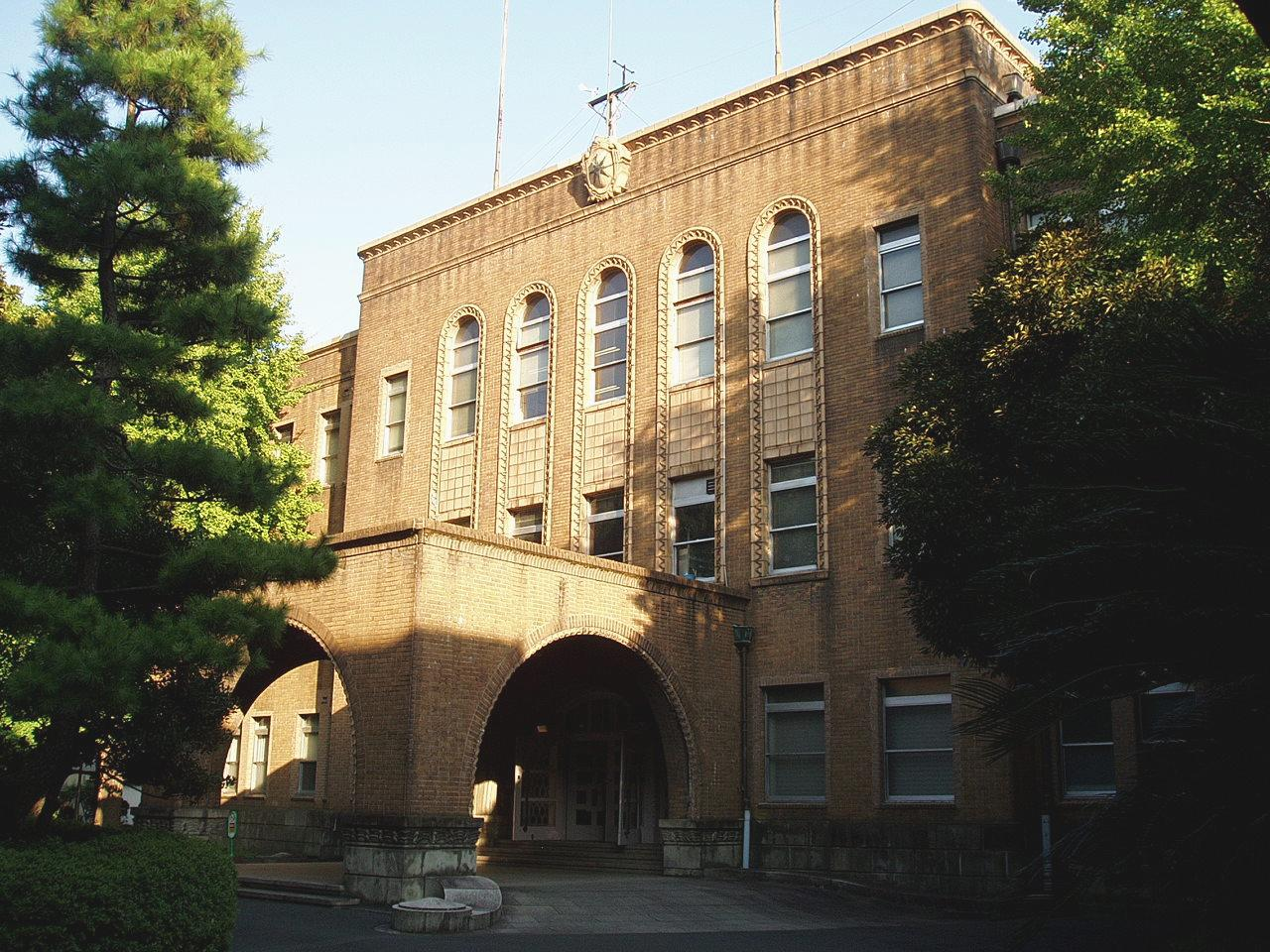
El Campus Etchujima, el primer campus de la Universidad de Tokio de la Marina Mercantil.

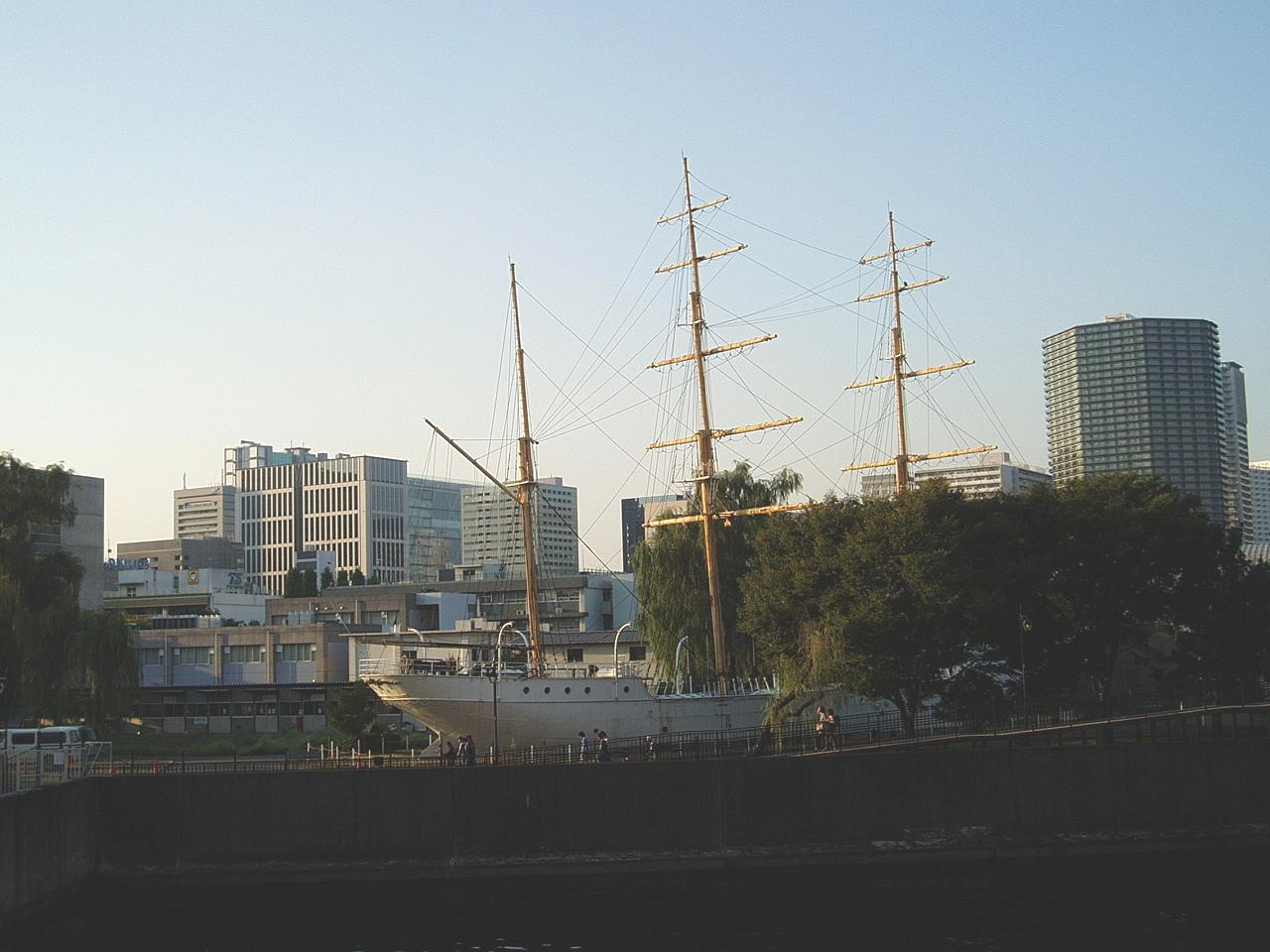
Un'yō-maru, la nave escolar original, usada por el Instituto Imperial de Pesca, desde 1909 hasta 1929.

La Universidad de Tokyo de Ciencia y Tecnología Marinas (東京海洋大学 Tōkyō Kaiyō Daigaku?), abreviada Kaiyodai (海洋大 Kaiyōdai?), es una universidad nacional japonesa. El campus principal (Campus Shinagawa) está ubicado en Minato (Tokio), y otro campus (Campus Etchujima) está en Kōtō (Tokio).

## Historia
La universidad fue establecida con la fusión de dos universidades nacionales, la Universidad de Tokyo de la Marina Mercantil (東京商船大学, Tōkyō Shōsen Daigaku) en Koto (Tokio), y la Universidad de Pesca de Tokyo (東京水産大学, Tōkyō Suisan Daigaku) en Minato (Tokio).

### Universidad de Tokio de la Marina Mercantil
La Universidad de Tokio de la Marina Mercantil fue fundada en noviembre del año 1875 por Iwasaki Yatarō, como la Escuela Náutica Mitsubishi (三菱商船学校 Mitsubishi shōsen gakkō?). En 1882 se convirtió en una escuela nacional llamada Escuela Náutica de Tokio (東京商船学校, Tōkyō shōsen gakkō). En 1902, la escuela fue movida al campus actual, el Etchujima. En 1925 la escuela se transformó en el Colegio Náutico de Tokio (東京高等商船学校, Tōkyō kōtō shōsen gakkō).
En abril del año 1945, durante la Segunda Guerra Mundial, tres colegios náuticos de Tokio, Kobe y Shimizu se fusionaron en un mismo colegio nombrado simplemente Colegio Náutico, que fue ubicado en Shimizu. En 1949, el colegio fue convertido en la Universidad de la Marina Mercantil  bajo el nuevo sistema educativo japonés. En 1957, la universidad se movió nuevamente a Tokio, y fue renombrada Universidad de Tokyo de la Marina Mercantil.

### Universidad de Pesca de Tokio
La Universidad de Pesca de Tokio fue fundada en noviembre de 1888 como el Instituto de Entrenamiento de Pesca (水産伝習所 Suisan Denshūjo?) por la Asociación de Pesca de Japón (大日本水産会 Dai-Nippon Suisan Kai?). Se convirtió en una escuela nacional el 1897 y fue renombrada como Instituto Imperial de Pesca (水産講習所 Suisan Kōshūjo?). El instituto estuvo ubicado en Etchujima, al lado del Colegio Náutico de Tokio, hasta 1945, cuando los edificios escolares fueron ocupados por el Ejército de los Estados Unidos. El instituto se movió a Yokosuka en 1947 y fue renombrado a Primer Instituto Imperial de Pesca, ya que el segundo instituto fue fundado en Shimonoseki (Yamaguchi), que había sido originalmente el Colegio de Pesca colonial de Pusan (hoy en día la Universidad Nacional de Pesca).
En 1949, el instituto se convirtió en la Universidad de Pesca de Tokyo, bajo el nuevo sistema educativo japonés. En 1957, la universidad se movió al actual Campus Shinagawa, en Minato (Tokio).

## Escuelas de Grado

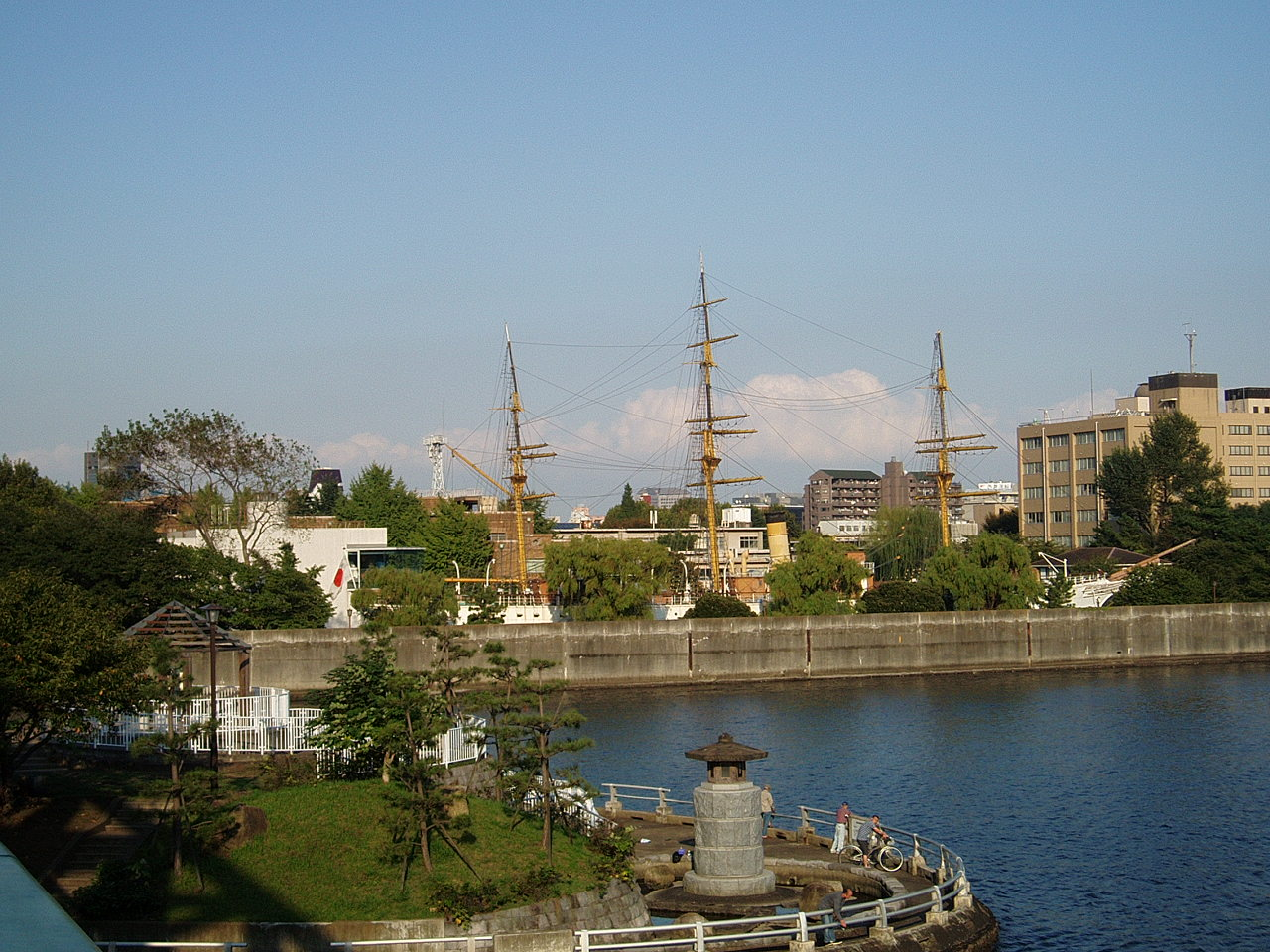
El Campus Etchujima visto desde el Puente Aioi, en el río Sumida. El barco (Meiji Maru) fue usado por la escuela desde 1897 hasta 1945.

- Facultad de Ciencia Marina (en el Campus Shinagawa)
  - Departamento de Ciencias Oceánicas
  - Departamento de Biociencias Marinas
  - Departamento de Ciencia y Tecnología de los Alimentos
  - Departamento de Política y Cultura Marina
  - Curso de Entrenamiento de Maestros para Educación de nivel Secundario de Pesca
- Facultad de Tecnología Marina (en el Campus Etchujima)
  - Departamento de Ingeniería de Sistemas Marítimos
  - Departamento de Ingeniería de Electrónica y Mecánica Marina
  - Departamento de Ingeniería de Información y Logística

## Cursos Avanzados
- Curso Avanzado para Ciencia y Tecnología Marítimas
- Un curso de un año para los graduados de la Facultad de Ciencia Marina
- Curso de Entrenamiento Marino
- Un curso de medio año para los graduados de la Facultad de Tecnología Marina

## Escuelas de Posgrado
- Escuela de Postgrado de Ciencia y Tecnología Marinas (maestría/doctorado)